# Drut kwantowy

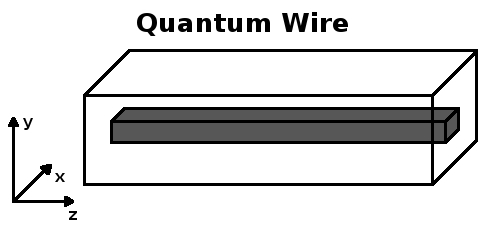
Schemat struktury drutu kwantowego

Drut kwantowy – jednowymiarowa struktura, w której ruch elektronów jest ograniczony w kierunkach poprzecznych, i pozbawiony ograniczeń w kierunku podłużnym. Ograniczeniem tym są najczęściej bardzo niewielkie rozmiary poprzeczne drutu. Taka struktura charakteryzuje się tym, że energie elektronów związane z ruchem poprzecznym są skwantowane, natomiast ruch elektronów w kierunku podłużnym odbywa się tak jak w krysztale masywnym (w szczególnym przypadku jest to ruch swobodnych nośników). To z kolei powoduje, że opór przewodnika i jego przewodność są skwantowane (wzór Landauera).